# Uriah Heep
Uriah Heep è un personaggio letterario creato da Charles Dickens nel suo romanzo David Copperfield.

## Descrizione
Il personaggio è celebre per l'ostentata umiltà, l'untuosa ossequiosità e l'ipocrisia. Il suo riferirsi a David Copperfield come "Signor Copperfield" ("Master Copperfield" rende l'idea della sottomissione) è ripetuto così spesso che diventa un appellativo viscido. È l'antagonista principale di David nella seconda parte del romanzo. David lo incontra per la prima volta quando si trasferisce a vivere nella casa di Mr. Wickfield e della figlia Agnes. Uriah è descritto come brutto, repellente, alto, magro, pallido, con i capelli rossi e lo sguardo spento, un tono di voce sommesso e non guarda mai  negli occhi. Dickens ne descrive le movenze come striscianti.
Dickens ne utilizzò la distonia muscolare per sottolinearne il serpentesco carattere. In una parte del libro Uriah spiega le sue ambizioni e la sua avidità, alimentate dal trattamento ricevuto da bambino e dagli incoraggiamenti dei genitori alla cupidigia. Uriah lavora nello studio legale di Mr. Wickfield in qualità di “umile“ impiegato praticante, studia nottetempo Legge e ricattando Mr. Wickfield, facendo leva sulle sue debolezze, assume il pieno controllo dei suoi affari.
Alla fine riesce a diventare socio alla pari dello studio legale. La sua ambizione finale è quella di sposare la figlia di Wickfield, Agnes, e prendere così possesso del patrimonio di famiglia. Come per la maggior parte dei personaggi negativi di Dickens, anche qui l‘avidità è la motivazione. Il piano di Heep è ostacolato dal Signor Micawber e da Tommy Traddles, con l'aiuto di David e Agnes. Ma anche smascherato, continua a perseguitare Micawber e Copperfield. Verso la fine lo vediamo in prigione, ritornato umile e ossequioso come un tempo, e con un comportamento da detenuto modello.

## Critiche al personaggio
All'uscita del romanzo, alcuni critici accusarono Dickens di diffamare i portatori di handicap dipingendo lo spregevole Heep. Ma nel libro compare l'ammirevole Miss Mowcher, affetta da nanismo ma con  un cuore d'oro e una grande generosità. Altri handicappati  sono persone eccellenti, estranee alla malvagità di Uriah Heep.
La deformità di Uriah è una  metafora. Quando il giovane David nel loro primo incontro gli stringe la mano, la descrive viscida e sudaticcia. Heep è paragonato ad un'anguilla, per la freddezza d'animo e i loschi pensieri.
Quel che caratterizza  Uriah Heep è il costante proclamarsi "umile". Uno realmente umile, come David o Tommy Traddles, non sbandiera ai quattro venti la propria umiltà. Uriah cerca di distogliere l'attenzione da se stesso così da poter tramare nell'ombra, truffando i clienti di Mr. Wickfield e rubando denaro alla zia di David e ad altri clienti dello studio legale.

## Adattamenti
Sullo schermo il personaggio è stato interpretato da Nicholas Lyndhurst, Frank MacCusker, Ron Moody, Alberto Terrani, Martin Jarvis, Paul Brightwell, Gianmarco Tognazzi, Colin Jeavons e Rasmus Christiansen.

## Influenza
La rock band inglese Uriah Heep ha preso il nome dal personaggio. Nel 1970, Gerry Bron, talent scout musicale dell'epoca, per lanciare la band scelse il nome del personaggio di Dickens poiché in quell'anno ne ricorreva il centenario della morte.